# Риторика (Аристотель)
Риторика (др.-греч. Ῥητορική) — трактат Аристотеля, посвящённый ораторскому искусству. Является первым систематическим руководством в данной области.
Античные библиографы (Диоген Лаэртский, Птолемей аль-Гариб и другие) первым посвящённым риторике сочинением Аристотеля называют диалог «Грилл», к настоящему времени утраченный. Из их кратких ремарок можно узнать, что в своём раннем диалоге Стагирит не всякую разновидность риторики признавал «искусством» (др.-греч. τέχνη, технэ). Такой же взгляд выражен в платоновском диалоге «Горгий», что традиционно считается признаком приверженности платонизму у раннего Аристотеля.
В первых главах первой книги «Риторики» автор даёт определение риторики как искусства, соответствующего диалектике, и приводит две трёхчастные классификации. Согласно первой, убеждение достигается благодаря личности оратора (его этосу), эмоциональному состоянию слушателя (пафосу), либо силе использованных аргументов. С другой стороны, Аристотель выделяет три типа речей, совещательные, судебные и эпидейктические. Первая разновидность обращена в будущее и произносится, например, перед совещательным органом, её предметом является польза или вред. Вторая касается событий прошлого и может быть произнесена в суде и имеет отношение к справедливости. Эпидейктический оратор говорит о текущих проблемах, хваля или порицая что либо, то есть рассматривая проблему преимущественно с эстетической точки зрения. В книге II рассматривается взаимосвязь между оратором и его слушателями. Также подробно обсуждается энтимема в её связи с диалектическими силлогизмами. Книга III посвящена практическим проблемам ораторского искусства, пронунциации и особенностям использования различных стилей. Данной книге, как правило, уделяют мало внимания.
В трактате описаны 14 эмоций (страстей) (II.1—11); они сгруппированы в 7 пар противоположных эмоций (гнев
и спокойствие, неприязнь и дружба и т. д.).

## Рецепция
«Риторика» была мало известна на Западе в раннее Средневековье. Даже для Боэция, считавшего себя знатоком Аристотеля, главным авторитетом в области красноречия был Цицерон. При этом произведение не рассматривалось как практическое руководство, и относилось, наряду с «Этиками» и «Политикой», к области моральной философии. Энциклопедисты Исидор Севильский и Кассиодор также не уделили внимания риторическим теориям Стагирита. Впервые трактат стал известен латинским читателям в переводе Германа Алеманна арабских комментариев аль-Фараби (X век). Первый перевод с греческого, известный как translatio vetus, был выполнен, вероятно, около 1250 года анонимным автором, предположительно Варфоломеем Мессинским. Тranslatio vetus сохранился только в трёх рукописях и практически не использовался в схоластическом образовании. Широкую известность «Риторика» приобрела благодаря переводу Вильямом из Мёрбеке (translatio Guillelmi), выполненному по поручению Фомы Аквинского. На русский язык «Риторику» переводили Н. Н. Платонова (1893) и О. П. Цыбенко (2005).